# Сельскохозяйственные артели в УССР
Сельскохозяйственные артели начали массово возникать на Украине в конце 1917 — начале 1918 года и особенно в течение 1920-х годов. 7 июня 1924 года Народный комиссариат земледелия УССР зарегистрировал «Типовой устав трудовой сельскохозяйственной артели». Сельскохозяйственная артель имела права юридического лица[что?]. В течение 1922—1929 годов сельскохозяйственная артель принадлежала к системе сельскохозяйственной кооперации. В конце 1927 года в УССР из 6316 коллективных хозяйств 2180 были сельскохозяйственными артелями. В начале 1930 сельскохозяйственная артель признана основной формой колхозного движения. Её организационно-хозяйственные принципы изложены в «Примерном уставе сельскохозяйственной артели» от 1 февраля 1930 года. Согласно уставу, все земли членов артели «сливались в единый земельный» клин, а вся земля (кроме огородов и садов), рабочий и производительный скот, инвентарь, семенные запасы, фуражные фонды для содержания скота становились общественными. В личном хозяйстве членов артели оставались только одна корова, мелкий скот и приусадебный участок (от 0,25 до 0,50 га). Устав сельскохозяйственных артели 17 февраля 1935 года признал её земли «общенародной государственной собственностью»